# Ерроусміт (Іллінойс)
Ерроусміт (англ. Arrowsmith) — селище (англ. village) в США, в окрузі Маклейн штату Іллінойс. Населення — 276 осіб (2020).

## Географія
Ерроусміт розташований за координатами 40°26′57″ пн. ш. 88°37′55″ зх. д. / 40.44917° пн. ш. 88.63194° зх. д. (40.449293, -88.632067).  За даними Бюро перепису населення США в 2010 році селище мало площу 0,52 км², уся площа — суходіл.

## Демографія
Згідно з переписом 2010 року, у селищі мешкали 294 особи в 110 домогосподарствах у складі 82 родин. Густота населення становила 565 осіб/км².  Було 121 помешкання (232/км²).
Расовий склад населення:
| - 95,6 % — білих - 1,7 % — азіатів - 0,3 % — корінних американців - 0,3 % — чорних або афроамериканців - 1,0 % — осіб інших рас |

До двох чи більше рас належало 1,0 %. Частка іспаномовних становила 1,4 % від усіх жителів.
За віковим діапазоном населення розподілялося таким чином: 29,3 % — особи молодші 18 років, 57,4 % — особи у віці 18—64 років, 13,3 % — особи у віці 65 років та старші. Медіана віку мешканця становила 35,7 року. На 100 осіб жіночої статі у селищі припадало 101,4 чоловіків;  на 100 жінок у віці від 18 років та старших — 105,9 чоловіків також старших 18 років.
Середній дохід на одне домашнє господарство  становив 48 280 доларів США (медіана — 46 250), а середній дохід на одну сім'ю — 58 235 доларів (медіана — 56 250). Медіана доходів становила 40 781 долар для чоловіків та 43 125 доларів для жінок. За межею бідності перебувало 11,4 % осіб, у тому числі 10,2 % дітей у віці до 18 років та 26,3 % осіб у віці 65 років та старших.
Цивільне працевлаштоване населення становило 124 особи. Основні галузі зайнятості: фінанси, страхування та нерухомість — 25,0 %, освіта, охорона здоров'я та соціальна допомога — 12,9 %, роздрібна торгівля — 12,1 %.